# シャカ・ヒスロップ
シャカ・ヒスロップ（Neil Shaka Hislop, 1969年2月22日 - ）は、イギリス・ロンドン生まれで元トリニダード・トバゴ代表の元サッカー選手。ポジションはゴールキーパー。

## 経歴
1995年から1998年まで所属したニューカッスル・ユナイテッドFCではシェイ・ギヴンに途中でポジションを奪われたが、2002年から2005年までプレーしたポーツマスFCでは日本代表の川口能活らを抑えて正GKの座を確保。同クラブのプレミアリーグ昇格にも貢献している。
代表デビューは1999年。W杯初出場となった2006年ドイツ大会では正GKのケルヴィン・ジャックの負傷によりパラグアイ戦を除く2試合に出場。初戦のスウェーデン戦では再三にわたって好セーブを連発して無失点に抑え、同国代表チームに歴史的な勝ち点1をもたらした。
2006年7月5日にMLSのFCダラスへ移籍。2007年に現役引退。

## 所属クラブ
- レディングFC　1992 - 1995
- ニューカッスル・ユナイテッドFC　1995 - 1998
- ウェストハム・ユナイテッドFC　1998 - 2002、2005 - 2006
- ポーツマスFC　2002 - 2005
- FCダラス　2006 - 2007

## 代表歴

### 出場大会
- トリニダード・トバゴ代表
  - 2006 FIFAワールドカップ

### 試合数
- 国際Aマッチ 27試合 0得点（1999年-2006年）[1]

| トリニダード・トバゴ代表 | 国際Aマッチ | 国際Aマッチ |
| 年                       | 出場        | 得点        |
| ------------------------ | ----------- | ----------- |
| 1999                     | 3           | 0           |
| 2000                     | 1           | 0           |
| 2001                     | 7           | 0           |
| 2002                     | 3           | 0           |
| 2003                     | 0           | 0           |
| 2004                     | 3           | 0           |
| 2005                     | 5           | 0           |
| 2006                     | 5           | 0           |
| 通算                     | 27          | 0           |